# Chaîne Inter
Ne pas confondre avec Inter TV, une autre chaîne de télévision entièrement consacrée au club de football de l'Inter.
Chaîne Inter est une station de radio marocaine. Elle émet depuis le 23 mars 2009 24 h sur 24. Elle se nommait auparavant Rabat Chaîne Inter. Elle se veut une radio urbaine généraliste d'ouverture du Maroc à l'international et donnait voix à un Maroc moderne. L'actualité a une bonne place mais également la culture et la musique.

## Fréquences
Quelques fréquences de la radio en FM :
- Agadir : 94,2 MHz
- Beni Mellal : 89,9 MHz
- Casablanca : 90,0 MHz
- Al Hoceima : 92,1 MHz
- Fès-Meknès : 95,1 MHz
- Laâyoune : 97,5 MHz
- Marrakech : 98,8 MHz
- Nador : 87,6 MHz
- Ouarzazate : 93,4 MHz
- Oujda : 93,4 MHz
- Rabat : 87,9 MHz
- Safi : 94,1 MHz
- Settat : 89,0 MHz
- Tanger : 91,8 MHz
- Tata : 101,3 MHz
- Taza : 91,7 MHz
- Tétouan : 100,2 MHz
- Zagora : 91,1 MHz

## Programmes
- radio réveil: c’est votre rendez-vous information et service.
- family mag  : c'est le rendez-vous de la famille pour toute la famille
- midi magazine : une émission d’actualité, du lundi au vendredi de 12h à 13h
- le carrefour de la rédaction
- tendances jeunes : émission consacrée au petits et grands avec du rythme de la rigueur et de la bonne humeur, sans oublier de la bonne musique
- les magazines de chaîne inter: pile ou face, éco mag, culture mag, une semaine : un regard, terra  nostra
- inter soir : un décryptage de l'actualité, des invités, des interventions, des informations insolites, de la technologie, de la culture etc sans oublié la bonne humeur qui règne au studio 3 avec latifa, nisrine, asmae, fayrouz, et zainab ainsi que de la bonne musique
- sport week-end
- club jazz
- magic rythms
- fréquence nuit
- ces années-là : qui revient sur les succès d'hier et de toujours
- macumba : une émission présentée par Hanane Ait Ammi

-chaine inter est connue par sa programmation musical des périodes comprises entre 1960 jusqu'à 2000: une radio extraordinaire pour petits et grands
-Comme pour chaque chaine TV et Radio de la SNRT, la retransmission de la prière du vendredi y est diffusé depuis une mosquée du Royaume, généralement depuis Rabat.